# ケツ持ち
ケツ持ち（ケツもち）とは、暴力団などの組織が商店等を庇護下に置き、対価を得る行為をさす俗語である。またらそれを行う組織も指す。
近年では先導の対義として、列の最後尾を担当する者を呼ぶ場合にも用いる。

## 概要
商店はケツ持ちを得ることで他の暴力団による恐喝行為から逃れられたり、商店が違法な商いをしている場合はリークした警察の情報を得たりできる。また商店がケツ持ちを欲する理由としては、次のようなものが挙げられる。
- 商店が違法な商いをしており、警察を頼ることができない。
- 水商売などを商っており、表沙汰にしたくない。
- その地域の警察が正常に機能していない。